# Moritz von Montreal
Moritz von Montreal (französisch: Maurice de Montréal; † nach 1153, vor 1161) war etwa ab 1148 bis zu seinem Tod Herr von Oultrejordain.
Nach dem Tod seines Onkels Pagan dem Mundschenk, dem Herrn von Oultrejordain, trat Moritz dessen Nachfolge an. Als Herr von Oultrejordain residierte er in der Burg Montreal.
1153 nahm er als Vasall König Balduins III. von Jerusalem an der Belagerung von Askalon teil.
Bei seinem Tod fiel die Herrschaft an die Krondomäne zurück. 1161 gab Balduin III. die Herrschaft Oultrejordain als Lehen an Philipp von Milly, der dem König dafür im Austausch seine Herrschaft Nablus zurückgab. Möglicherweise handelt es sich auch bei Philipps erster Frau Isabella um eine Tochter von Moritz.